# Fantazija (film, 1940)
Fantasia (ang. Fantazija) je ameriški animirani film iz leta 1940. To je tretji celovečerni animirani film iz studia Walt Disney. Fantazija je sestavljena iz osmih nepovezanih, večinoma abstraktnih epizod, ki jih spremlja klasična glasba v izvedbi Filadelfijskega orkestra. Pred vsakim animiranim segmentom v celovečernem delu filma Deems Taylor občinstvu predstavi koncept le-tega. 
Najbolj priljubljen segment je ostal »Čarovnikov vajenec«, v katerem je Disney znova postavil v ospredje lik Mikija Miške, katerega priljubljenost je do takrat upadala. Fantazija je komercialno najuspešnejši ameriški film štiridesetih let: v kinematografih je zaslužil 76 milijonov dolarjev, kar bi upoštevajoč inflacijo danes znašalo 665 milijonov dolarjev. Leta 1941 je zaslužil 42,9 milijona dolarjev, ponovni izdaji v letih 1985 in 1990 pa sta zaslužili še 8 oziroma 25 milijonov dolarjev.  Ameriški filmski inštitut (AFI) je uvrstil Fantazijo na 58. mesto na seznamu 100 Years...100 Movies in na 5. mesto na seznamu 10 najboljših animiranih celovečercev. Leta 1999 je izšlo nadaljevanje, Fantazija 2000 (ang. Fantasia 2000).
Leta 1990 je ameriška Kongresna knjižnica Fantazijo izbrala za hrambo v Narodnem filmskem registru ZDA kot »kulturno, zgodovinsko ali estetsko pomembno delo«.

## Segmenti
1. Johann Sebastian Bach; Tokata in fuga v d-molu - deli, zaigrani z orkestrom, ki predvaja glasbo. Nato se premaknejo v animirane dele, v črte, nedoločene oblike in oblačne formacije.
2. Peter Iljič Čajkovski; Hrestač - abstraktni prikaz sprememb med prehodom iz poletja v jesen in končno v zimo. Prikazani so tudi plesi pravljičnih bitij, kot so vile, rože, gobe in listi.
3. Paul Dukas; Čarovnikov vajenec - Mickey Mouse je študent čarovnika v svojem gradu. Ko gre njegov mentor spat, mu radovedna Miška vzame klobuk in sam preizkusi nekaj čarovniških trikov. Oživi metlo in ji naroči, naj raje prinese vodo v vedrih. Vendar zaspi in ko se zbudi, ugotovi, da je metla povzročila poplavo in da je nikakor ne more prisiliti, da neha več prinašati vodo. Metlo uniči s sekiro, a majhni deli nadaljujejo nalogo. Sčasoma se čarovnik zbudi in ustavi cirkus ter očisti nered.
4. Igor Stravinski; Posvetitev pomladi - prikaz izvora življenja na Zemlji, od bakterij do dinozavrov . Vključuje zaporedje, v katerem T. Rex napade in ubije Stegosaurusa. Segment se konča z množičnim izumrtjem dinozavrov, ki utira pot razvoju sesalcev.
5. Uvod v " soundtrack ", v katerem je zvok predstavljen kot ravna črta, ki vibrira med predvajanjem glasbe.
6. Ludwig van Beethoven ; Simfonija št. 6 - mitski svet antične Grčije, v katerem se okoli Olimpa veselo igrajo Pegaz, Kentaver, Faun in drugi liki iz mitologije. Potem se pojavi pijani Dioniz . Vendar idilo prekine nevihta in grmenje, ki ga je povzročil Zevs, in razprši skupino. Po tem se situacija umiri in se normalizira in Zevs zaspi na oblaku.
7. Amilcare Ponchielli ; Clock dance - nilski konji, noji in aligatorji plešejo balet.
8. Modest Petrovič Musorgski; Noč na Plešavi gori in Franz Schubert ; Ave Maria - ogromen demon na hribu (Černabog -  slovanskega izvora; ang. Chernabog) zbira zle duhove in druge demone, a zvok zvona jih pripelje nazaj v podzemlje. Nato tema izgine in sonce vzhaja, ko se skupina duhovnikov sprehaja skozi meglo v gozdu s prižganimi baklami, medtem ko v ozadju pojejo "Ave Maria". Izgled  Plešaste gore je delno navidhnil tudi Triglav kot najvišji vrh južnoslovanskih dežel.

## Nagrade
- 2 častna oskarja za Leopolda Stokowskega in Walta Disneyja.
- Častna nagrada Združenja filmskih kritikov New Yorka.